# فرار از سیاره میمون‌ها
فرار از سیاره میمون‌ها (به انگلیسی: Escape from the Planet of the Apes) یک فیلم علمی تخیلی آمریکایی محصول سال ۱۹۷۱ به کارگردانی دون تیلور با بازی رادی مک‌داول، کیم هانتر، برادفورد دیلمن، هری لاوتر و ریکاردو مونتالبان است. این فیلم سومین قسمت از پنج سری اصلی سیاره‌های میمون‌ها است که توسط آرتور پ جاکوبز تهیه شده‌است، این فیلم ادامه قسمت دوم در زیر سیاره میمون‌ها (۱۹۷۰)می‌باشد.